# Bat'leth

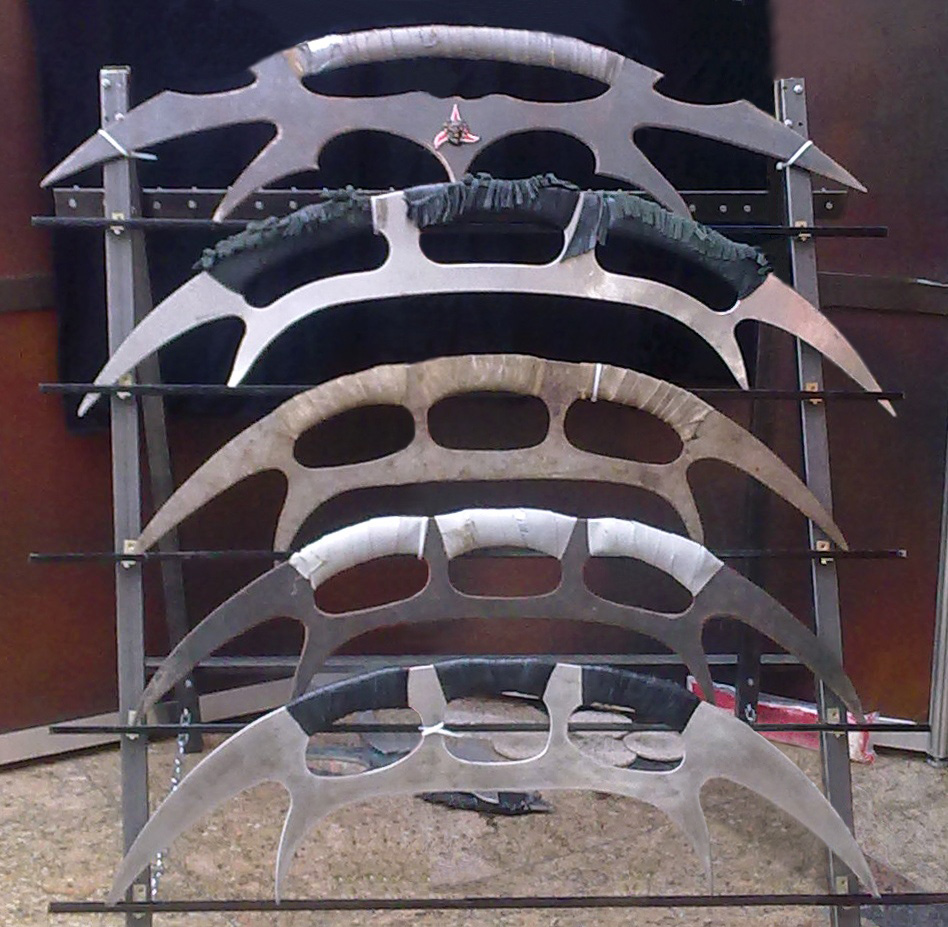
Stojak z bat'lethami

Bat'leth (w języku klingońskim betleH od batlh 'etlh – w dosłownym tłumaczeniu miecz honoru) – tradycyjna broń biała używana przez Klingonów w fikcyjnym świecie Star Trek.
Standardowy miecz bat'leth ma długość 116 centymetrów i wagę 5,3 kg. Wykonany jest ze stopu baakonitu. Posiada trzy rękojeści owinięte skórzaną taśmą i cztery ostre końce.
Według klingońskich podań pierwszy bat'leth wykonał własnoręcznie Kahless w roku 625, wrzucając kosmyk swoich włosów do strumienia lawy wypływającej z wulkanu Kri'stak, a następnie studząc go w wodach jeziora Lursor i skręcając go, aby uformował ostrze. Przy pomocy tego miecza Kahless pokonał Molora, przez co zjednoczył Klingonów. Ten pierwszy miecz zwany Mieczem Kahlessa został złupiony podczas inwazji Hur'q na Qo'noS.
W prawdziwym świecie, bat'leth zaprojektował Dan Curry, specjalista od efektów specjalnych wytwórni Paramount Pictures, pasjonat sztuk walki.